# Johann Philipp Sack
Johann Philipp Sack (Harzgerode, 11 de novembre de 1722 - Berlín, 14 de setembre de 1763) fou un organista i compositor alemany.
Va ser mestre de l'Orfenat de Magdeburg i organista de la Catedral de Berlín. A la capital alemanya fundà la Musikübende Gesellschaff. Entre les seves composicions destaquen peces per a piano i lieder, especialment aquests últims.
Sack fou un dels primers a escriure sobre tres pentagrames, reservant-ne un exclusivament a la part vocal.